# Cincu
Cincu (Hongaars: Nagysink, Duits: Großschenk) is een Roemeense gemeente in het district Brașov.
Cincu telt 1829 inwoners. 
Tot 1930 had de plaats een Duitstalige meerderheid, de Zevenburger Saksen stichtten het stadje in de 13e eeuw. Sinds 1989 vertrokken de laatste Saksen na een geschiedenis van meer dan 800 jaar aanwezigheid in het gebied.
Tot 1918 was Cincu onder de naam Nagysink de hoofdstad van het gelijknamige district in het comitaat Nagy-Küküllő.